# Ingeniería geográfica

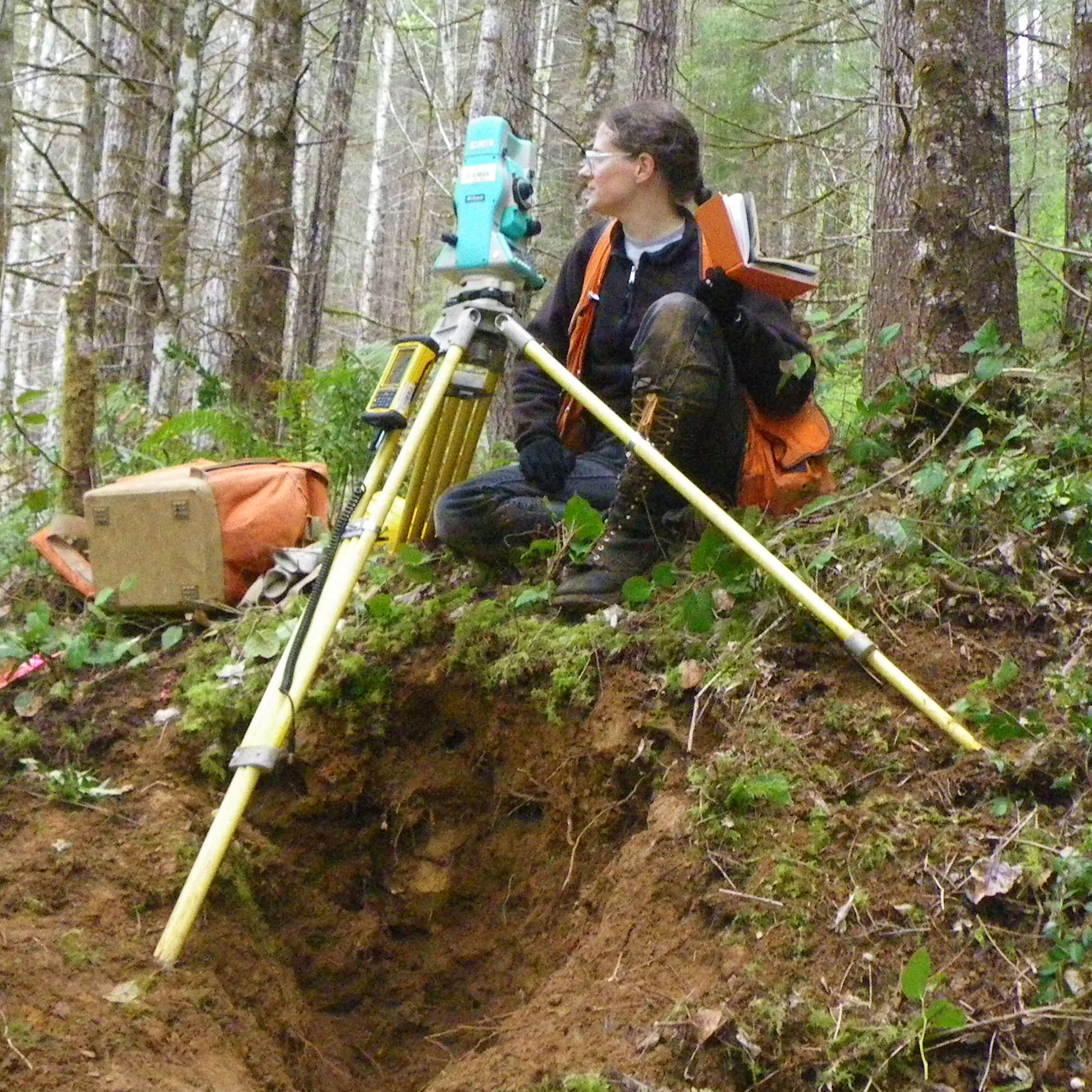
Agrimensura

La Ingeniería geográfica es la rama de la ingeniería que abarca la problemática de los espacios geográficos y su interrelación con el hombre, combinando los conocimientos y técnicas geográficas aplicadas relacionadas al ordenamiento y la gestión territorial. 
Su objetivo es gestionar el territorio promoviendo su desarrollo sostenible integrando disciplinas de dimensión social, ambiental y económica; empleando técnicas de análisis e interpretación, como los Sistemas de Información Geográfica, Instrumentos de Gestión Ambiental y Ordenamiento Territorial.
Sus aplicaciones principales son:
- Planificación del Territorio.
- Gestión de Riesgo de Desastres y Cambio Climático.
- Geomática.
- Medio Ambiente
- Recursos Naturales
- Desarrollo Sostenible.

## Profesión
El ingeniero geógrafo es un profesional cuya formación científica y tecnológica le permite con idoneidad formular proyectos de ingeniería orientados a la organización racional y armónica del espacio geográfico, realizando múltiples actividades cartográficas a nivel digital y que abarcan los levantamientos topográficos, catastrales y desarrollo permanente de los sistemas de información geográfica, recurriendo a tecnología satelital. Por su mayor manejo matemático, el ingeniero geógrafo realiza modelaciones ambientales así como también de componentes geográficos particulares desarrollando así también modelamientos atmosféricos, glaciológicos o hidrológicos, entre otros. Asimismo, es importante su gestión en el marco del ordenamiento territorial y ambiental para dar soluciones a problemas de protección, conservación, recuperación, mejoramiento y/o transformación del medio ambiente y sus recursos naturales. Comúnmente las ramas de la ingeniería geográfica que más requieren de un manejo matemático fuerte, tales como la climatología, la glaciología y la hidrología, son desarrolladas en un importante porcentaje por ingenieros geógrafos. El ingeniero geógrafo debe tener disposición para combinar el trabajo de gabinete con el de campo, y poseer capacidad de observación, de análisis y de síntesis, aptitud numérica, razonamiento abstracto y espacial.

### Disciplinas
- Geografía
- Geografía matemática
- Geografía aplicada
- Ingeniería

### Métodos
- Sistema de Información Geográfica
- Teledetección
- Topografía
- Geomática
- Cartografía

### Áreas de actividad
- Gestión ambiental
- Riesgos naturales
- Ordenación territorial
- Urbanismo
- Catastro